# 欢乐府邸
欢乐府邸（hôtel Joyeuse）是一座法式府邸，位于法国中央-卢瓦尔河谷大区安德尔-卢瓦尔省昂布瓦斯。
该建筑建于16世纪初，由为查理八世国王工作的意大利建筑师吉奥康多修士（Fra Giocondo）设计。19世纪火灾后修复，可能是由维克多·鲁普里奇·罗伯特（Victor Ruprich-Robert）负责。
1941年10月29日，该建筑列为法国历史遗迹。

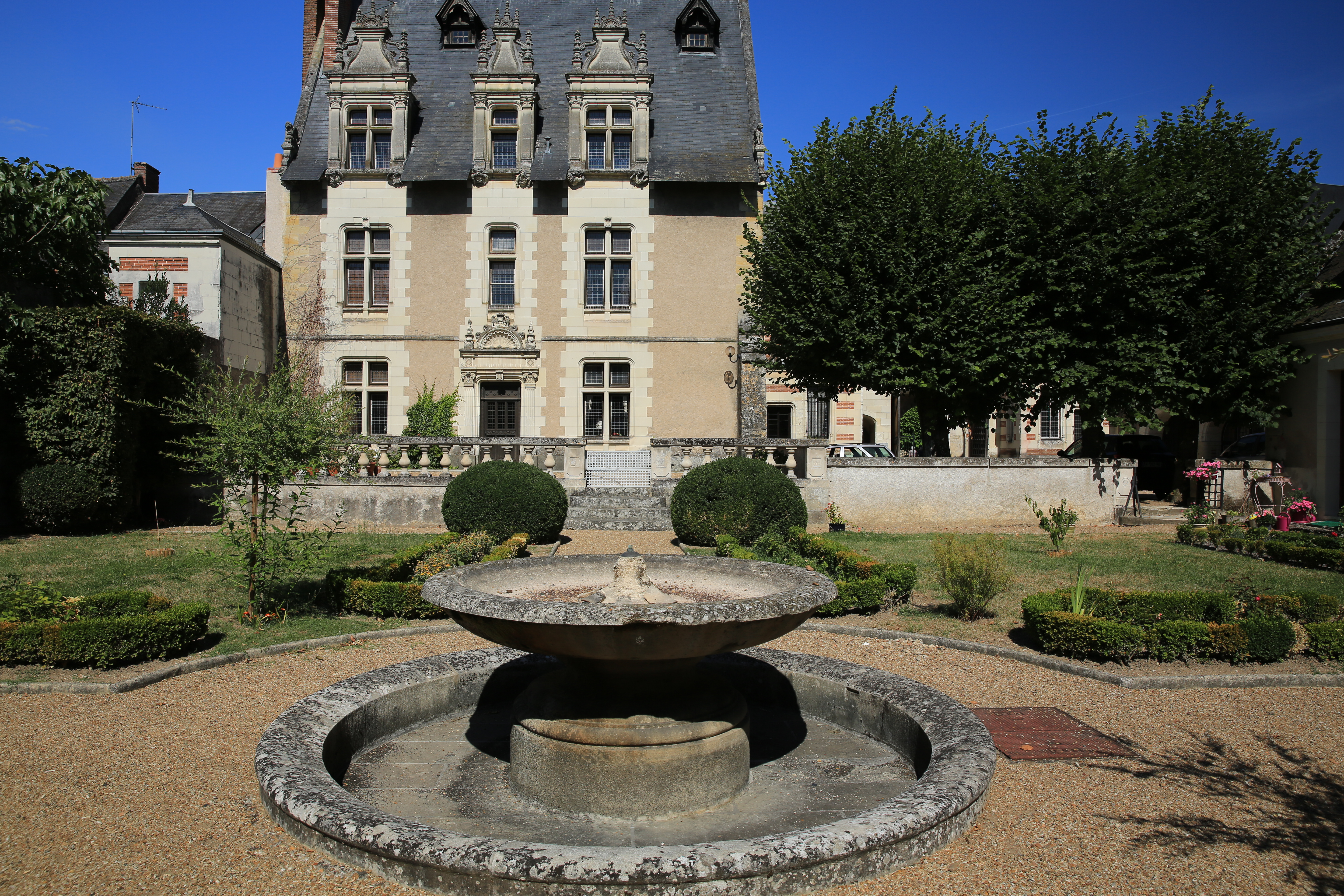
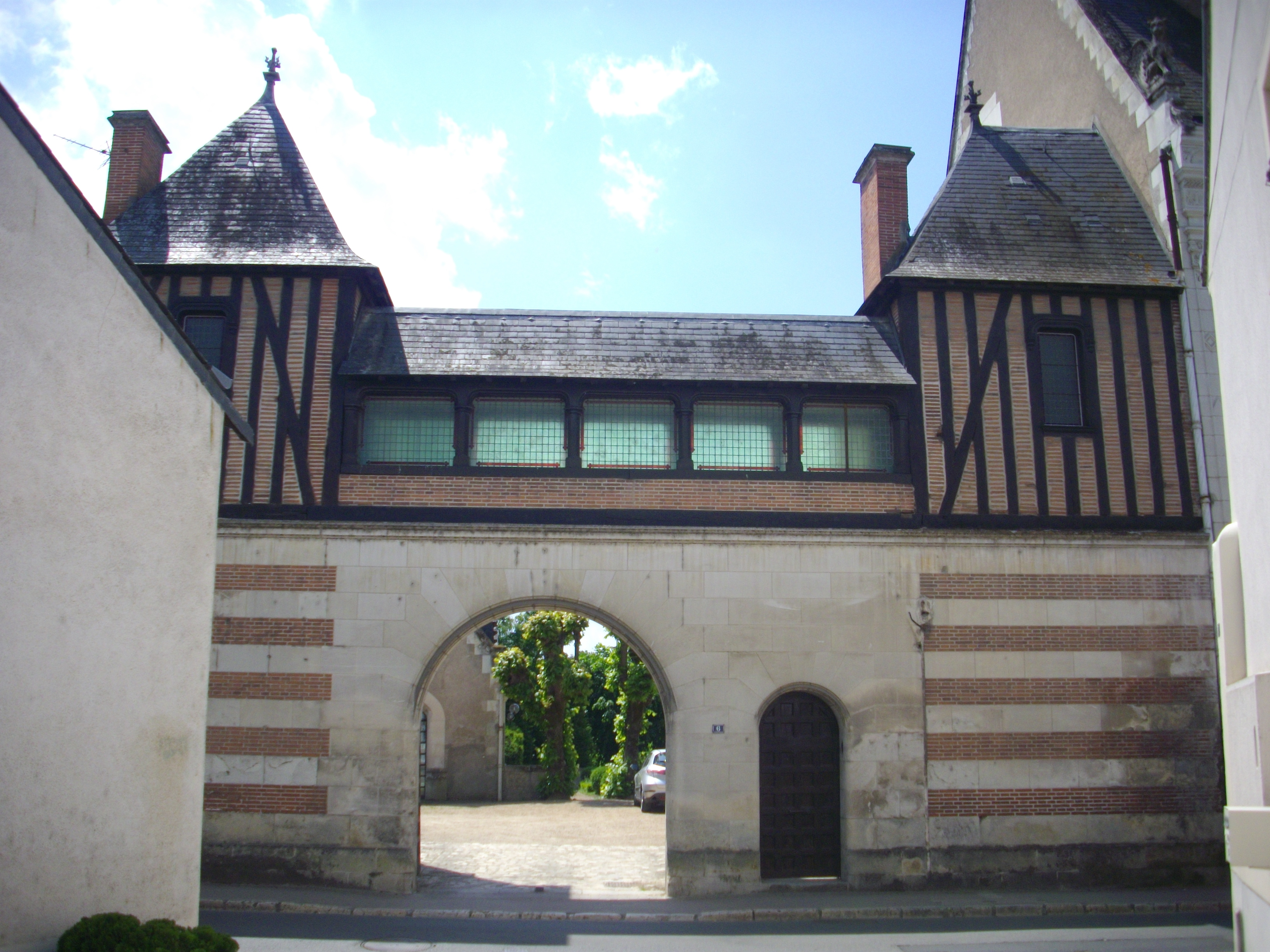
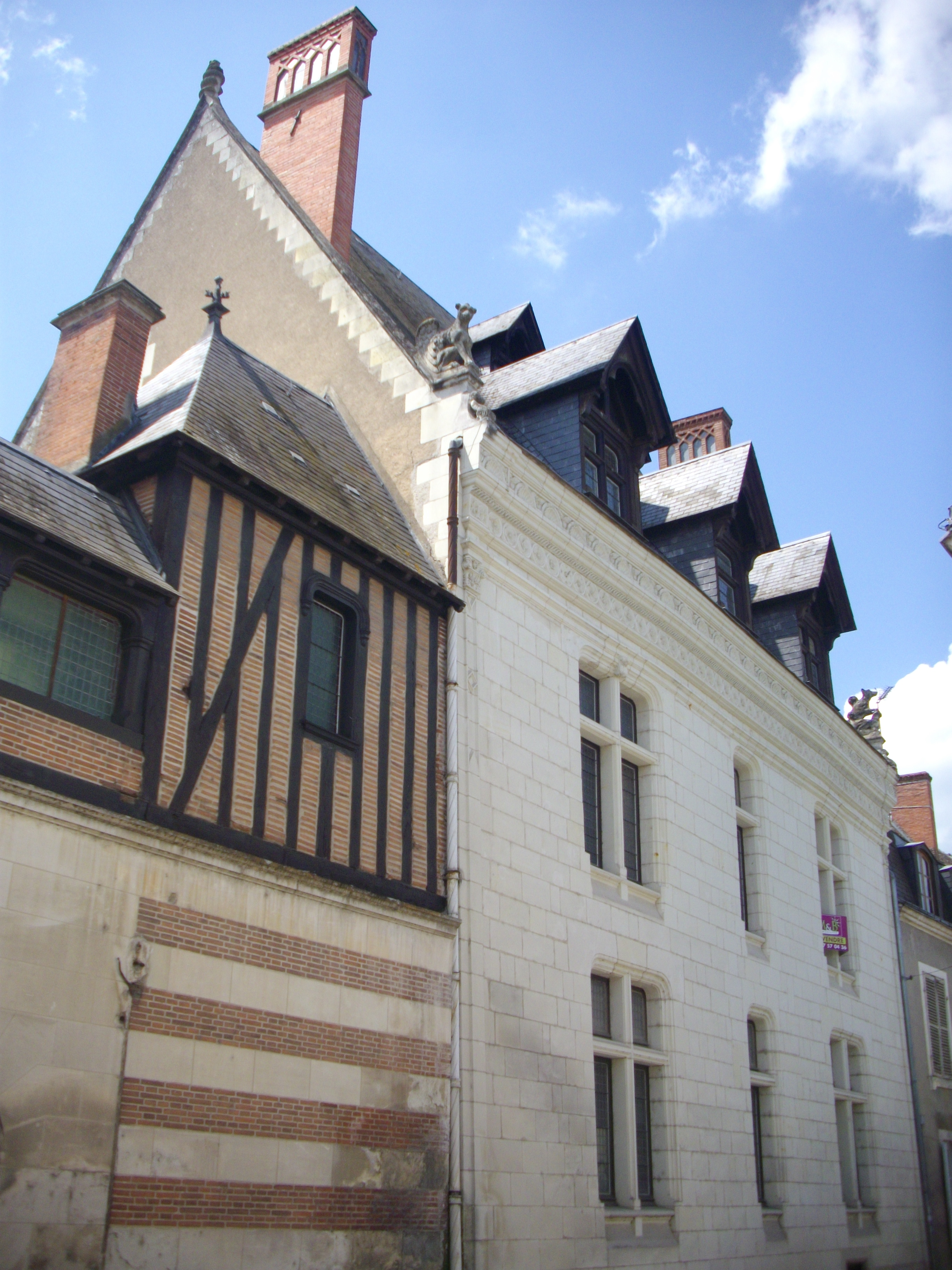